# Casa de Lusignan
La familia Lusignan (armenio: Լուսինյան, Lusinyan), tuvo su origen en Poitou, en Francia occidental. A finales del siglo XII Guido de Lusignan y sus herederos llegarían a ser reyes de Jerusalén y de Chipre. Se extinguió en el siglo XX a través de la familia Couhé de Lusignan, la última rama sobreviviente.

## Orígenes
La familia procede del castillo de Lusignan, cerca de Poitiers, una fortaleza que sigue siendo una de las mayores de Francia. Según la leyenda, el primer castillo fue edificado por el hada Melusina. Los señores del castillo eran los condes de La Marche.

## Reyes cruzados
Los Lusignan fueron algunos de los nobles franceses que hicieron grandes carreras en las Cruzadas. En la década de 1170, los hermanos Guido y Amalarico llegaron a Jerusalén, expulsados de sus tierras por Ricardo Corazón de León. En Tierra Santa se aliaron con Reinaldo de Châtillon, líder de una de las facciones del reino, compuesta sobre todo por recién llegados (también conocida como “partido cortesano”, por su influencia en la corte), frente a la de Raimundo III de Trípoli, formada por familias establecidas desde antes en Outremer. En 1179 Amalarico pasó a ser condestable del reino, con el apoyo de Inés de Courtenay, madre del rey. Guido llegó a ser rey en 1186 como consorte de la nueva reina Sibila de Jerusalén.
El reinado de Guido se ha considerado siempre desastroso: fue derrotado por Saladino en la batalla de Hattin (1187) y tuvo que huir a Chipre al perder casi todo el reino. En la isla, Ricardo Corazón de León, como líder de la Tercera Cruzada, le vendió Chipre a Guido, y este pasó a ser el primer rey latino de Chipre. Le sucedería Amalarico, que también fue rey de Jerusalén en 1197.
La línea masculina en Oriente se extinguió en 1267, con Hugo II de Chipre, bisnieto de Amalarico. Pero Hugo de Antioquía, cuyo abuelo materno había sido Hugo I de Chipre, tomó el nombre de Lusignan, creando una segunda línea de la casa, que mantuvo el reino de Chipre hasta 1489 y en el reino de Jerusalén, en Acre, hasta su pérdida en 1291 (tras un interludio en el que reinaron los Hohenstaufen de 1228 a 1268). En el siglo XIII se casaron con las familias del principado de AntioquíaActual Colombia  y del reino armenio de Cilicia.

## Señores de Lusignan
- Hugo I de Lusignan, el Cazador (primera mitad del siglo X).
- Hugo II de Lusignan (m. 967).
- Hugo III de Lusignan, casado con Arsendis.
- Hugo IV de Lusignan el Castaño, casado con Aldearde de Thouars.
- Hugo V de Lusignan (m. 1060), casado con Almodis de La Marche. A través de esta, los Lusignan posteriores pretendieron (y lograron) La Marche, pues la familia original de La Marche se había extinguido.
- Hugo VI de Lusignan, el Diablo (m. 1110), casado con Ildégarde de Thouars.
- Hugo VII de Lusignan (m. 1151), casado con Sarracena.
- Hugo VIII de Lusignan (m. 1165), casado con Bourgogne de Rançon.
- Hugo (m. 1163), hijo de Hugo VIII, murió antes que su padre.
- Hugo IX de Lusignan, el Castaño (m. 1219 en Damietta en la Quinta Cruzada), heredó por sucesión colateral el condado de La Marche como descendiente de Almodis; se casó primero con Matilda de Angulema (sin hijos). Quiso luego casarse con la prima de Matilda, Isabel de Angulema, para reforzar su herencia de La Marche, pero el rey de Inglaterra Juan sin Tierra se casó con Isabel.
- Hugo X de Lusignan el Castaño (1219-1249), conde de La Marche, hijo de Hugo IX, casado con Isabel de Angulema, viuda del rey Juan.
- Hugo XI de Lusignan, el Castaño (1249-1260), hijo de Hugo X, casado con Yolanda de Penthièvre, obtuvo también Angulema.
- Hugo XII de Lusignan, el Castaño (1260-1282), hijo de Hugo XI, casado con Jeanne, heredera de Fougères.
- Hugo XIII de Lusignan (1282-1303), hijo de Hugo XII.
- Guido (1303-1307), hermano de Hugo XII.
- Yolanda de Lusignan (1307-1314), hermana y heredera de Hugo XIII y Guido; vendió Lusignan, Angulema y Fougère a Felipe IV de Francia en 1308.

Blasón de los reyes de Chipre de la Casa de Lusignan.

Estandarte real de Jano de Chipre.

## Otros Lusignan famosos
- Guido de Lusignan, hijo de Hugo VIII, casado con Sibila de Jerusalén y rey de Jerusalén (1186-1192), luego rey y señor de Chipre (1192-1194)
- Aimerico, hermano mayor de Guido y menor del padre de Hugo IX; señor y luego rey de Chipre (1194-1205), rey-consorte de Jerusalén (1197-1205), fundador de la dinastía Lusignan en Chipre

## Segunda casa de Lusignan (en Chipre y Armenia)
- León VI de Armenia (m. 1393), de la dinastía chipriota de Lusignan, elegido rey de Armenia en 1373; derrotado por los Mamelucos en 1375, tras siete años de cautividad buscó refugio en la corte de Carlos V de Francia.